# Cheliomyrmex audax
Cheliomyrmex audax är en myrart som beskrevs av Santschi 1921. Cheliomyrmex audax ingår i släktet Cheliomyrmex och familjen myror. Inga underarter finns listade i Catalogue of Life.